# Biserica „Acoperământul Maicii Domnului” din Mitoc
Biserica „Acoperământul Maicii Domnului” este o biserică amplasată în Mitoc, raionul Orhei, Republica Moldova. Este un monument arhitectural de importanță națională inclus în Registrul monumentelor Republicii Moldova ocrotite de stat cu nr. 1182 (raionul Orhei). Datează din 1903.